# Lido Town
Lido Town là một thị trấn thống kê (census town) của quận Tinsukia thuộc bang Assam, Ấn Độ.

## Nhân khẩu
Theo điều tra dân số năm 2001 của Ấn Độ, Lido Town có dân số 8572 người. Phái nam chiếm 52% tổng số dân và phái nữ chiếm 48%. Lido Town có tỷ lệ 71% biết đọc biết viết, cao hơn tỷ lệ trung bình toàn quốc là 59,5%: tỷ lệ cho phái nam là 77%, và tỷ lệ cho phái nữ là 65%. Tại Lido Town, 10% dân số nhỏ hơn 6 tuổi.